# Agapetes dalaiensis
Agapetes dalaiensis är en ljungväxtart som beskrevs av D.Banik och Sanjappa. Agapetes dalaiensis ingår i släktet Agapetes och familjen ljungväxter. Inga underarter finns listade i Catalogue of Life.